# 3393 Štúr
3393 Štúr là một tiểu hành tinh vành đai chính với chu kỳ quỹ đạo là 1518.2726005 ngày (4.16 năm).
Nó được phát hiện ngày 28 tháng 11 năm 1984.